# Enicospilus miscophus
Enicospilus miscophus là một loài tò vò trong họ Ichneumonidae.